# Tripel LeFort
Tripel LeFort is een bier dat gebrouwen wordt door Brouwerij Omer Vander Ghinste te Bellegem, een deelgemeente van de Belgische stad Kortrijk. Het bier is genoemd naar de voormalige Kortrijkse stadsbrouwerij Brasserie LeFort, die in 1911 via een huwelijk onderdeel werd van de familiebrouwerij Omer Vander Ghinste.

## Achtergrond en naam
In 1898 maakte Omer Vander Ghinste voor het eerst kennis met Marguerite Vandamme, de kleindochter van Felix Verscheure, eigenaar van Malterie en Brasserie Le Fort aan het Plein in Kortrijk. Felix startte die brouwerij in 1854 en leidde ze gedurende meer dan 50 jaar.
De naam LeFort verwijst naar de citadel of het Fort van Kortrijk dat vroeger gelegen was vlak bij de brouwerij. Door het vroegtijdig overlijden van haar ouders en grootvader erfde Marguerite in 1911 het bedrijf van haar grootvader. Dit betekende een plotse, forse uitbreiding voor de brouwerij van Omer Vander Ghinste. 
In 2013 werd het bier LeFort uitgebracht als eerbetoon aan deze vroegere brouwerij.

## Het bier
Tripel LeFort is een goudblond bier van hoge gisting, dat in 2016 op de markt werd gebracht.  Het heeft een alcoholpercentage van 8,8%.
Het is gemaakt van gemalen gerst.
Naast de tripelvariant bestaat er ook een donkerbruine versie van het bier: de LeFort. De LeFort heeft een alcoholpercentage van 10% en het bier is van hoge gisting

## Prijzen
- Enkele maanden na de lancering won Tripel LeFort de prijs voor beste Tripel op de European Beer Star te Neurenberg in Duitsland
- In 2018 won Tripel LeFort een gouden medaille op de World Beer Cup in de Verenigde Staten
- In 2018 won het bier ook een gouden medaille op de World Beer Awards in het Verenigd Koninkrijk
- Tripel LeFort werd verkozen tot 'Best Belgian Tripel' op de Brussels Beer Challenge 2020.